# Polzounkov (nouvelle)
Polzounkov (Ползунков) ou Le Bouffon est une nouvelle de seize pages de l'écrivain russe Fiodor Dostoïevski écrite en 1847, et parue au début de l’année 1848 dans L’Almanach illustré édité par Ivan Panaïev et Nikolaï Nekrassov. 
Elle n'est pas reprise par Dostoïevski dans l'édition de 1860. Il la juge insignifiante. Elle ne sera reprise que dans l'édition posthume.

## Résumé
Le narrateur fait une description d’Ossip Mikhaïlytch Polzounkov ; il le considère comme un bouffon, un bouffon digne, inquiet, qui a bon cœur et qui ne cesse d’emprunter de l’argent à tous depuis six ans.

La tendresse du narrateur à son égard regrette les bassesses que notre héros doit faire pour survivre et de laisser la parole à Polzounkov qui tient absolument à raconter une histoire qu’il a eue il y a six ans avec un certain Fiédossiéï Nikolaïtch.

Ce dernier est son chef hiérarchique dans une administration de province, Nikolaïtch lui achète mille cinq cents roubles-argent des documents compromettants. Il semblerait que Polzounkov ait exercé un chantage à l’encontre de son supérieur, chose d’autant plus navrante qu’il était reçu comme un fils dans la demeure de Nikolaïtch et qu’il avait quelques espoirs avec la fille de Nikolaïtch, Marie Fiédossiéievna. Ces espoirs avaient été refroidis dernièrement par l’arrivée d’un concurrent, un officier de passage; vexé, Polzounkov avait envoyé une dénonciation.

Dans un premier temps, la famille de Nikolaïtch fait bonne figure et de plus l’officier concurrent est parti. Le champ est libre et notre héros de se voir promettre la fille en mariage. Polzounkov passe une nuit agitée et pour faire une farce à son chef (nous sommes la veille du premier avril) revient le lendemain chez Nikolaïtch en présentant une lettre de démission. Cela fait rire tout le monde, surtout notre héros. Le mariage est annoncé. Nikolaïtch joue sur la corde sentimentale, il aurait des dettes pour se faire restituer les mille cinq cents roubles-argent par Polzounkov.

Ce dernier tombe dans le panneau et, pour finir de le crucifier, son ex-futur beau-père d’envoyer la lettre de démission de Polzounkov à l’administration. Polzounkov a tout perdu.

## Éditions françaises
- Polzounkov, traduit par Gustave Aucouturier, dans Récits, Chroniques et Polémiques, Paris, Gallimard, Bibliothèque de la Pléiade no 211, 1969 [Réédition 2006].  (ISBN 2-07-010179-7)
- Premières Miniatures (cette édition rassemble les nouvelles suivantes : Un roman en neuf lettres, Polzounkov, Le Voleur honnête, Un sapin de Noël et un mariage), traduites par André Markowicz, Arles, Éd. Actes Sud, Collection Babel, 2000  (ISBN 2 7427 3062 1)